# Sant Jaume de Cortsaví
Santa Jaume de Cortsaví, o Sant Martí, és l'actual església parròquial de la comuna vallespirenca de Cortsaví, a la Catalunya del Nord. La seva advocació prové de la capella del castell de Cortsaví, ara desapareguda, que feu de parròquia en substitució de la vella església parroquial de Sant Martí.
Està situada en el centre del poble, a llevant del turó que havia acollit el castell.
L'església parroquial actual substituí en el seu moment la capella, ara desapareguda, de Sant Jaume del castell de Cortsaví, la qual havia agafat el relleu, com a temple parroquial, de Sant Martí.